# 霍斯特·阿恩特
霍斯特·阿恩特（德語：Horst Arndt，1934年9月19日—2014年10月18日），德国男子赛艇运动员。他曾代表德国联队参加1956年夏季奥林匹克运动会赛艇比赛，获得男子双人单桨有舵手银牌。